# Eleições legislativas portuguesas de 2009 na Madeira
| Eleições legislativas portuguesas de 2009 Distritos: Aveiro \| Beja \| Braga \| Bragança \| Castelo Branco \| Coimbra \| Évora \| Faro \| Guarda \| Leiria \| Lisboa \| Portalegre \| Porto \| Santarém \| Setúbal \| Viana do Castelo \| Vila Real \| Viseu \| Açores \| Madeira \| Estrangeiro |

## Resultados por Concelho
Os resultados nos concelhos do Região Autónoma da Madeira foram os seguintes:

### Calheta
| Partido                 | Partido                        | Votos  | %               | +/-  |
| ----------------------- | ------------------------------ | ------ | --------------- | ---- |
|                         | Partido Social Democrata       | 4 237  | 63,09 / 100,00  | 1,68 |
|                         | CDS – Partido Popular          | 1 184  | 17,63 / 100,00  | 4,57 |
|                         | Partido Socialista             | 579    | 8,62 / 100,00   | 6,61 |
|                         | Bloco de Esquerda              | 202    | 3,01 / 100,00   | 1,57 |
|                         | Partido da Nova Democracia     | 89     | 1,33 / 100,00   | 0,48 |
|                         | Coligação Democrática Unitária | 70     | 1,04 / 100,00   | 0,12 |
|                         | Outros                         | 182    | 2,72 / 100,00   |      |
| Votos Inválidos         | Votos Inválidos                | 173    | 2,58 / 100,00   | 0,29 |
| Total                   | Total                          | 6 716  | 100,00 / 100,00 |      |
| Eleitorado/Participação | Eleitorado/Participação        | 12 550 | 53,51 / 100,00  | 7,65 |

| Freguesia           | %     | %     | %     | %    | %    | %    | Votantes |
| Freguesia           | PSD   | CDS   | PS    | BE   | PND  | CDU  | Votantes |
| ------------------- | ----- | ----- | ----- | ---- | ---- | ---- | -------- |
| Arco da Calheta     | 63,26 | 17,70 | 7,70  | 2,78 | 1,55 | 1,02 | 1 870    |
| Calheta             | 63,26 | 14,87 | 10,22 | 4,26 | 1,69 | 0,77 | 1 829    |
| Estreito da Calheta | 68,92 | 15,48 | 5,94  | 2,44 | 0,58 | 0,58 | 859      |
| Fajã da Ovelha      | 61,51 | 22,66 | 7,19  | 1,62 | 1,08 | 0,72 | 556      |
| Jardim do Mar       | 45,86 | 6,37  | 32,48 | 3,82 | 0,64 | 3,82 | 157      |
| Paul do Mar         | 57,26 | 22,58 | 7,80  | 3,23 | 0,54 | 4,03 | 372      |
| Ponta do Pargo      | 62,94 | 21,13 | 7,35  | 2,14 | 0,92 | 0,77 | 653      |
| Prazeres            | 63,57 | 21,43 | 6,90  | 2,38 | 2,14 | 0,48 | 420      |
| Calheta             | 63,09 | 17,63 | 8,62  | 3,01 | 1,33 | 1,04 | 6 716    |

### Câmara de Lobos
| Partido                 | Partido                        | Votos  | %               | +/-   |
| ----------------------- | ------------------------------ | ------ | --------------- | ----- |
|                         | Partido Social Democrata       | 8 482  | 53,55 / 100,00  | 2,47  |
|                         | Partido Socialista             | 2 097  | 13,24 / 100,00  | 12,66 |
|                         | CDS – Partido Popular          | 1 706  | 10,77 / 100,00  | 4,60  |
|                         | Partido da Terra               | 783    | 4,94 / 100,00   | -     |
|                         | Bloco de Esquerda              | 768    | 4,85 / 100,00   | 2,41  |
|                         | Coligação Democrática Unitária | 673    | 4,25 / 100,00   | 0,90  |
|                         | Partido da Nova Democracia     | 441    | 2,78 / 100,00   | 1,32  |
|                         | PCTP/MRPP                      | 174    | 1,10 / 100,00   | 0,22  |
|                         | Outros                         | 279    | 1,76 / 100,00   |       |
| Votos Inválidos         | Votos Inválidos                | 436    | 2,75 / 100,00   | 0,03  |
| Total                   | Total                          | 15 839 | 100,00 / 100,00 |       |
| Eleitorado/Participação | Eleitorado/Participação        | 31 186 | 50,79 / 100,00  | 7,71  |

| Freguesia                   | %     | %     | %     | %    | %    | %    | %    | %    | Votantes |
| Freguesia                   | PSD   | PS    | CDS   | MPT  | BE   | CDU  | PND  | PCTP | Votantes |
| --------------------------- | ----- | ----- | ----- | ---- | ---- | ---- | ---- | ---- | -------- |
| Câmara de Lobos             | 52,59 | 13,85 | 11,74 | 4,56 | 5,31 | 3,98 | 3,12 | 1,07 | 7 085    |
| Curral das Freiras          | 60,81 | 7,92  | 8,22  | 2,03 | 2,13 | 9,24 | 1,73 | 1,22 | 985      |
| Estreito de Câmara de Lobos | 55,69 | 11,10 | 10,64 | 5,84 | 4,92 | 3,16 | 2,88 | 0,76 | 4 999    |
| Jardim da Serra             | 44,11 | 20,31 | 9,44  | 5,71 | 4,57 | 6,67 | 1,92 | 1,92 | 1 664    |
| Quinta Grande               | 57,78 | 13,11 | 9,40  | 4,88 | 4,43 | 2,80 | 2,44 | 1,45 | 1 106    |
| Câmara de Lobos             | 53,55 | 13,24 | 10,77 | 4,94 | 4,85 | 4,25 | 2,78 | 1,10 | 15 839   |

### Funchal
| Partido                 | Partido                        | Votos   | %               | +/-   |
| ----------------------- | ------------------------------ | ------- | --------------- | ----- |
|                         | Partido Social Democrata       | 25 511  | 43,68 / 100,00  | 5,47  |
|                         | Partido Socialista             | 11 969  | 20,49 / 100,00  | 17,58 |
|                         | CDS – Partido Popular          | 6 402   | 10,96 / 100,00  | 4,12  |
|                         | Bloco de Esquerda              | 4 280   | 7,33 / 100,00   | 2,18  |
|                         | Coligação Democrática Unitária | 3 407   | 5,83 / 100,00   | 0,58  |
|                         | Partido da Nova Democracia     | 2 574   | 4,41 / 100,00   | 2,82  |
|                         | Partido da Terra               | 1 034   | 1,77 / 100,00   | -     |
|                         | PCTP/MRPP                      | 777     | 1,33 / 100,00   | 0,08  |
|                         | Outros                         | 906     | 1,54 / 100,00   |       |
| Votos Inválidos         | Votos Inválidos                | 1 550   | 2,65 / 100,00   | 0,18  |
| Total                   | Total                          | 58 410  | 100,00 / 100,00 |       |
| Eleitorado/Participação | Eleitorado/Participação        | 105 932 | 55,14 / 100,00  | 6,26  |

| Freguesia                  | %     | %     | %     | %    | %    | %    | %    | %    | Votantes |
| Freguesia                  | PSD   | PS    | CDS   | BE   | CDU  | PND  | MPT  | PCTP | Votantes |
| -------------------------- | ----- | ----- | ----- | ---- | ---- | ---- | ---- | ---- | -------- |
| Imaculado Coração de Maria | 43,12 | 20,94 | 10,61 | 8,11 | 5,35 | 5,35 | 1,75 | 1,10 | 3 553    |
| Monte                      | 43,03 | 19,25 | 11,80 | 5,89 | 6,56 | 5,21 | 2,68 | 1,59 | 3 839    |
| Santa Luzia                | 45,94 | 22,15 | 10,62 | 7,26 | 3,93 | 4,84 | 0,97 | 0,94 | 3 304    |
| Santa Maria Maior          | 42,88 | 21,33 | 10,95 | 7,87 | 4,82 | 4,73 | 1,71 | 1,38 | 7 800    |
| Santo António              | 43,74 | 19,01 | 10,25 | 6,62 | 8,03 | 4,07 | 1,92 | 1,74 | 13 196   |
| São Gonçalo                | 42,91 | 20,51 | 10,73 | 8,28 | 5,19 | 4,39 | 2,06 | 1,24 | 3 393    |
| São Martinho               | 44,27 | 20,56 | 11,96 | 7,63 | 4,63 | 4,37 | 1,57 | 1,11 | 12 755   |
| São Pedro                  | 41,42 | 23,04 | 10,71 | 8,71 | 5,37 | 4,60 | 1,10 | 1,10 | 3 894    |
| São Roque                  | 43,48 | 20,29 | 9,90  | 7,01 | 7,26 | 3,34 | 2,39 | 1,41 | 5 303    |
| Sé                         | 48,80 | 21,12 | 13,33 | 5,32 | 2,84 | 4,08 | 0,73 | 0,58 | 1 373    |
| Funchal                    | 43,68 | 20,49 | 10,96 | 7,33 | 5,83 | 4,41 | 1,77 | 1,33 | 58 410   |

### Machico
| Partido                 | Partido                        | Votos  | %               | +/-   |
| ----------------------- | ------------------------------ | ------ | --------------- | ----- |
|                         | Partido Social Democrata       | 4 678  | 42,82 / 100,00  | 4,26  |
|                         | Partido Socialista             | 3 571  | 32,69 / 100,00  | 18,80 |
|                         | CDS – Partido Popular          | 851    | 7,79 / 100,00   | 5,30  |
|                         | Bloco de Esquerda              | 643    | 5,89 / 100,00   | 3,54  |
|                         | Coligação Democrática Unitária | 257    | 2,35 / 100,00   | 0,86  |
|                         | Partido da Nova Democracia     | 211    | 1,93 / 100,00   | 1,20  |
|                         | Partido da Terra               | 194    | 1,78 / 100,00   | -     |
|                         | Outros                         | 233    | 2,12 / 100,00   |       |
| Votos Inválidos         | Votos Inválidos                | 286    | 2,62 / 100,00   | 0,72  |
| Total                   | Total                          | 10 924 | 100,00 / 100,00 |       |
| Eleitorado/Participação | Eleitorado/Participação        | 20 917 | 52,23 / 100,00  | 6,92  |

| Freguesia              | %     | %     | %    | %    | %    | %    | %    | Votantes |
| Freguesia              | PSD   | PS    | CDS  | BE   | CDU  | PND  | MPT  | Votantes |
| ---------------------- | ----- | ----- | ---- | ---- | ---- | ---- | ---- | -------- |
| Água de Pena           | 40,38 | 34,75 | 8,58 | 6,07 | 2,43 | 1,56 | 0,78 | 1 154    |
| Caniçal                | 45,90 | 32,00 | 8,93 | 5,31 | 1,64 | 0,90 | 1,07 | 1 769    |
| Machico                | 37,57 | 38,64 | 6,77 | 6,18 | 2,26 | 2,14 | 2,14 | 5 614    |
| Porto da Cruz          | 52,54 | 19,14 | 8,99 | 5,69 | 3,06 | 2,26 | 2,14 | 1 635    |
| Santo António da Serra | 57,45 | 16,22 | 8,91 | 5,19 | 3,06 | 2,66 | 1,46 | 752      |
| Machico                | 42,82 | 32,69 | 7,79 | 5,89 | 2,35 | 1,93 | 1,78 | 10 924   |

### Ponta do Sol
| Partido                 | Partido                        | Votos | %               | +/-   |
| ----------------------- | ------------------------------ | ----- | --------------- | ----- |
|                         | Partido Social Democrata       | 2 931 | 59,89 / 100,00  | 5,93  |
|                         | Partido Socialista             | 749   | 15,30 / 100,00  | 14,97 |
|                         | CDS – Partido Popular          | 560   | 11,44 / 100,00  | 4,04  |
|                         | Bloco de Esquerda              | 197   | 4,03 / 100,00   | 1,56  |
|                         | Partido da Nova Democracia     | 126   | 2,57 / 100,00   | 1,36  |
|                         | Coligação Democrática Unitária | 70    | 1,43 / 100,00   | 0,09  |
|                         | Partido da Terra               | 65    | 1,33 / 100,00   | -     |
|                         | Outros                         | 89    | 1,82 / 100,00   |       |
| Votos Inválidos         | Votos Inválidos                | 107   | 2,19 / 100,00   | 0,36  |
| Total                   | Total                          | 4 894 | 100,00 / 100,00 |       |
| Eleitorado/Participação | Eleitorado/Participação        | 9 363 | 52,27 / 100,00  | 8,48  |

| Freguesia       | %     | %     | %     | %    | %    | %    | %    | Votantes |
| Freguesia       | PSD   | PS    | CDS   | BE   | PND  | CDU  | MPT  | Votantes |
| --------------- | ----- | ----- | ----- | ---- | ---- | ---- | ---- | -------- |
| Canhas          | 65,81 | 12,91 | 11,53 | 2,47 | 1,83 | 1,34 | 0,84 | 2 021    |
| Madalena do Mar | 53,82 | 17,94 | 13,62 | 4,32 | 2,33 | 0    | 3,32 | 301      |
| Ponta do Sol    | 55,95 | 16,87 | 11,12 | 5,21 | 3,19 | 1,67 | 1,48 | 2 572    |
| Ponta do Sol    | 59,89 | 15,30 | 11,44 | 4,03 | 2,57 | 1,43 | 1,33 | 4 894    |

### Porto Moniz
| Partido                 | Partido                        | Votos | %               | +/-  |
| ----------------------- | ------------------------------ | ----- | --------------- | ---- |
|                         | Partido Social Democrata       | 1 081 | 53,25 / 100,00  | 6,58 |
|                         | Partido Socialista             | 665   | 32,76 / 100,00  | 2,51 |
|                         | CDS – Partido Popular          | 120   | 5,91 / 100,00   | 2,24 |
|                         | Partido da Nova Democracia     | 31    | 1,53 / 100,00   | 0,96 |
|                         | Bloco de Esquerda              | 30    | 1,48 / 100,00   | 0,48 |
|                         | Coligação Democrática Unitária | 22    | 1,08 / 100,00   | 0,41 |
|                         | Outros                         | 36    | 1,79 / 100,00   |      |
| Votos Inválidos         | Votos Inválidos                | 45    | 2,22 / 100,00   | 1,03 |
| Total                   | Total                          | 2 030 | 100,00 / 100,00 |      |
| Eleitorado/Participação | Eleitorado/Participação        | 3 440 | 59,01 / 100,00  | 7,28 |

| Freguesia         | %     | %     | %    | %    | %    | %    | Votantes |
| Freguesia         | PSD   | PS    | CDS  | PND  | BE   | CDU  | Votantes |
| ----------------- | ----- | ----- | ---- | ---- | ---- | ---- | -------- |
| Achadas da Cruz   | 57,55 | 38,13 | 0,72 | 1,44 | 0    | 0,72 | 139      |
| Porto Moniz       | 52,50 | 30,55 | 6,96 | 1,64 | 1,88 | 1,47 | 1 221    |
| Ribeira da Janela | 55,56 | 37,57 | 3,70 | 1,06 | 0    | 0    | 189      |
| Seixal            | 53,01 | 34,93 | 5,61 | 1,46 | 1,46 | 0,62 | 481      |
| Porto Moniz       | 53,25 | 32,76 | 5,91 | 1,53 | 1,48 | 1,08 | 2 030    |

### Porto Santo
| Partido                 | Partido                        | Votos | %               | +/-   |
| ----------------------- | ------------------------------ | ----- | --------------- | ----- |
|                         | Partido Social Democrata       | 1 567 | 54,30 / 100,00  | 6,54  |
|                         | Partido Socialista             | 693   | 24,01 / 100,00  | 17,90 |
|                         | CDS – Partido Popular          | 229   | 7,93 / 100,00   | 4,77  |
|                         | Bloco de Esquerda              | 128   | 4,44 / 100,00   | 2,73  |
|                         | Coligação Democrática Unitária | 44    | 1,52 / 100,00   | 0,54  |
|                         | Partido da Nova Democracia     | 41    | 1,42 / 100,00   | 0,87  |
|                         | Outros                         | 77    | 2,68 / 100,00   |       |
| Votos Inválidos         | Votos Inválidos                | 107   | 3,70 / 100,00   | 0,69  |
| Total                   | Total                          | 2 886 | 100,00 / 100,00 |       |
| Eleitorado/Participação | Eleitorado/Participação        | 5 224 | 55,25 / 100,00  | 9,31  |

| Freguesia   | %     | %     | %    | %    | %    | %    | Votantes |
| Freguesia   | PSD   | PS    | CDS  | BE   | CDU  | PND  | Votantes |
| ----------- | ----- | ----- | ---- | ---- | ---- | ---- | -------- |
| Porto Santo | 54,30 | 24,01 | 7,93 | 4,44 | 1,52 | 1,42 | 2 886    |
| Porto Santo | 54,30 | 24,01 | 7,93 | 4,44 | 1,52 | 1,42 | 2 886    |

### Ribeira Brava
| Partido                 | Partido                        | Votos  | %               | +/-   |
| ----------------------- | ------------------------------ | ------ | --------------- | ----- |
|                         | Partido Social Democrata       | 4 218  | 59,49 / 100,00  | 0,33  |
|                         | Partido Socialista             | 863    | 12,17 / 100,00  | 11,43 |
|                         | CDS – Partido Popular          | 808    | 11,40 / 100,00  | 4,75  |
|                         | Bloco de Esquerda              | 274    | 3,86 / 100,00   | 1,66  |
|                         | Coligação Democrática Unitária | 219    | 3,09 / 100,00   | 1,14  |
|                         | Partido da Nova Democracia     | 157    | 2,21 / 100,00   | 1,01  |
|                         | Partido da Terra               | 148    | 2,09 / 100,00   | -     |
|                         | Outros                         | 172    | 2,44 / 100,00   |       |
| Votos Inválidos         | Votos Inválidos                | 231    | 3,26 / 100,00   | 0,06  |
| Total                   | Total                          | 7 090  | 100,00 / 100,00 |       |
| Eleitorado/Participação | Eleitorado/Participação        | 13 618 | 52,06 / 100,00  | 7,92  |

| Freguesia     | %     | %     | %     | %    | %    | %    | %    | Votantes |
| Freguesia     | PSD   | PS    | CDS   | BE   | CDU  | PND  | MPT  | Votantes |
| ------------- | ----- | ----- | ----- | ---- | ---- | ---- | ---- | -------- |
| Campanário    | 62,07 | 9,60  | 10,24 | 3,64 | 3,04 | 2,14 | 3,00 | 2 333    |
| Ribeira Brava | 58,57 | 12,85 | 11,74 | 4,99 | 2,81 | 2,30 | 1,73 | 3 517    |
| Serra de Água | 54,85 | 15,29 | 15,15 | 2,65 | 2,94 | 1,47 | 1,62 | 680      |
| Tabua         | 60,18 | 14,82 | 9,46  | 2,32 | 5,18 | 2,86 | 1,07 | 560      |
| Ribeira Brava | 59,49 | 12,17 | 11,40 | 3,86 | 3,09 | 2,21 | 2,09 | 7 090    |

### Santa Cruz
| Partido                 | Partido                        | Votos  | %               | +/-   |
| ----------------------- | ------------------------------ | ------ | --------------- | ----- |
|                         | Partido Social Democrata       | 8 763  | 43,18 / 100,00  | 2,36  |
|                         | Partido Socialista             | 4 007  | 19,74 / 100,00  | 17,94 |
|                         | CDS – Partido Popular          | 2 454  | 12,09 / 100,00  | 5,51  |
|                         | Bloco de Esquerda              | 1 623  | 8,00 / 100,00   | 3,59  |
|                         | Partido da Nova Democracia     | 933    | 4,60 / 100,00   | 3,19  |
|                         | Coligação Democrática Unitária | 810    | 3,99 / 100,00   | 0,16  |
|                         | Partido da Terra               | 441    | 2,17 / 100,00   | -     |
|                         | Outros                         | 570    | 2,81 / 100,00   |       |
| Votos Inválidos         | Votos Inválidos                | 694    | 3,42 / 100,00   | 0,13  |
| Total                   | Total                          | 20 295 | 100,00 / 100,00 |       |
| Eleitorado/Participação | Eleitorado/Participação        | 34 055 | 59,59 / 100,00  | 6,72  |

| Freguesia              | %     | %     | %     | %    | %    | %    | %    | Votantes |
| Freguesia              | PSD   | PS    | CDS   | BE   | PND  | CDU  | MPT  | Votantes |
| ---------------------- | ----- | ----- | ----- | ---- | ---- | ---- | ---- | -------- |
| Camacha                | 47,94 | 16,63 | 11,36 | 6,08 | 3,44 | 3,44 | 2,97 | 4 209    |
| Caniço                 | 41,05 | 19,03 | 12,85 | 9,32 | 4,76 | 4,82 | 2,20 | 10 016   |
| Gaula                  | 47,66 | 21,63 | 11,87 | 6,41 | 3,40 | 3,06 | 1,24 | 2 090    |
| Santa Cruz             | 39,07 | 25,15 | 10,66 | 7,75 | 6,47 | 3,18 | 1,78 | 3 432    |
| Santo António da Serra | 54,01 | 15,69 | 13,69 | 6,20 | 3,28 | 1,64 | 1,64 | 548      |
| Santa Cruz             | 43,18 | 19,74 | 12,09 | 8,00 | 4,60 | 3,99 | 2,17 | 20 295   |

### Santana
| Partido                 | Partido                        | Votos | %               | +/-  |
| ----------------------- | ------------------------------ | ----- | --------------- | ---- |
|                         | Partido Social Democrata       | 2 860 | 58,38 / 100,00  | 2,05 |
|                         | Partido Socialista             | 762   | 15,55 / 100,00  | 8,97 |
|                         | CDS – Partido Popular          | 535   | 10,92 / 100,00  | 5,20 |
|                         | Bloco de Esquerda              | 201   | 4,10 / 100,00   | 1,94 |
|                         | Coligação Democrática Unitária | 102   | 2,08 / 100,00   | 0,84 |
|                         | Partido da Nova Democracia     | 96    | 1,96 / 100,00   | 0,89 |
|                         | Partido da Terra               | 59    | 1,20 / 100,00   | -    |
|                         | Outros                         | 127   | 2,58 / 100,00   |      |
| Votos Inválidos         | Votos Inválidos                | 157   | 3,21 / 100,00   | 0,18 |
| Total                   | Total                          | 4 899 | 100,00 / 100,00 |      |
| Eleitorado/Participação | Eleitorado/Participação        | 9 068 | 54,03 / 100,00  | 6,02 |

| Freguesia          | %     | %     | %     | %    | %    | %    | %    | Votantes |
| Freguesia          | PSD   | PS    | CDS   | BE   | CDU  | PND  | MPT  | Votantes |
| ------------------ | ----- | ----- | ----- | ---- | ---- | ---- | ---- | -------- |
| Arco de São Jorge  | 56,39 | 23,28 | 8,20  | 3,61 | 0,66 | 1,31 | 0,98 | 305      |
| Faial              | 65,22 | 10,53 | 9,70  | 3,82 | 1,86 | 2,17 | 1,34 | 969      |
| Ilha               | 67,66 | 13,93 | 5,97  | 2,49 | 0    | 1,99 | 1,00 | 201      |
| Santana            | 52,79 | 19,12 | 11,36 | 4,82 | 1,98 | 2,38 | 1,06 | 1 972    |
| São Jorge          | 59,53 | 13,18 | 12,98 | 3,55 | 3,25 | 1,22 | 1,52 | 986      |
| São Roque do Faial | 62,66 | 11,59 | 11,16 | 3,86 | 2,36 | 1,72 | 1,07 | 466      |
| Santana            | 58,38 | 15,55 | 10,92 | 4,10 | 2,08 | 1,96 | 1,20 | 4 899    |

### São Vicente
| Partido                 | Partido                    | Votos | %               | +/-  |
| ----------------------- | -------------------------- | ----- | --------------- | ---- |
|                         | Partido Social Democrata   | 1 866 | 53,88 / 100,00  | 1,42 |
|                         | Partido Socialista         | 867   | 25,04 / 100,00  | 8,26 |
|                         | CDS – Partido Popular      | 395   | 11,41 / 100,00  | 4,74 |
|                         | Bloco de Esquerda          | 100   | 2,89 / 100,00   | 1,48 |
|                         | Partido da Terra           | 37    | 1,07 / 100,00   | -    |
|                         | Partido da Nova Democracia | 36    | 1,04 / 100,00   | 0,22 |
|                         | Outros                     | 80    | 2,32 / 100,00   |      |
| Votos Inválidos         | Votos Inválidos            | 82    | 2,37 / 100,00   | 0,73 |
| Total                   | Total                      | 3 463 | 100,00 / 100,00 |      |
| Eleitorado/Participação | Eleitorado/Participação    | 6 746 | 51,33 / 100,00  | 5,60 |

| Freguesia     | %     | %     | %     | %    | %    | %    | Votantes |
| Freguesia     | PSD   | PS    | CDS   | BE   | MPT  | PND  | Votantes |
| ------------- | ----- | ----- | ----- | ---- | ---- | ---- | -------- |
| Boa Ventura   | 58,11 | 20,05 | 13,92 | 1,92 | 0,89 | 0,38 | 783      |
| Ponta Delgada | 52,76 | 26,26 | 10,80 | 2,33 | 1,60 | 0,86 | 815      |
| São Vicente   | 52,60 | 26,60 | 10,62 | 3,54 | 0,91 | 1,39 | 1 865    |
| São Vicente   | 53,88 | 25,04 | 11,41 | 2,89 | 1,07 | 1,04 | 3 463    |